# Lesenice
Lesenice és un poble i municipi d'Eslovàquia. Es troba a la regió de Banská Bystrica. La primera menció escrita de la vila es remunta al 1244.

## Demografia
| Godina             | 1994 | 2004   | 2014   | 2024   |
| ------------------ | ---- | ------ | ------ | ------ |
| Nombre de persones | 537  | 538    | 511    | 485    |
| Diferència         |      | +0,18% | −5,01% | −5,08% |

| Godina             | 2023 | 2024   |
| ------------------ | ---- | ------ |
| Nombre de persones | 484  | 485    |
| Diferència         |      | +0,20% |